# Farmersville (Kalifornia)
Farmersville – miasto w Stanach Zjednoczonych, w stanie Kalifornia, w hrabstwie Tulare.